# Kerzers

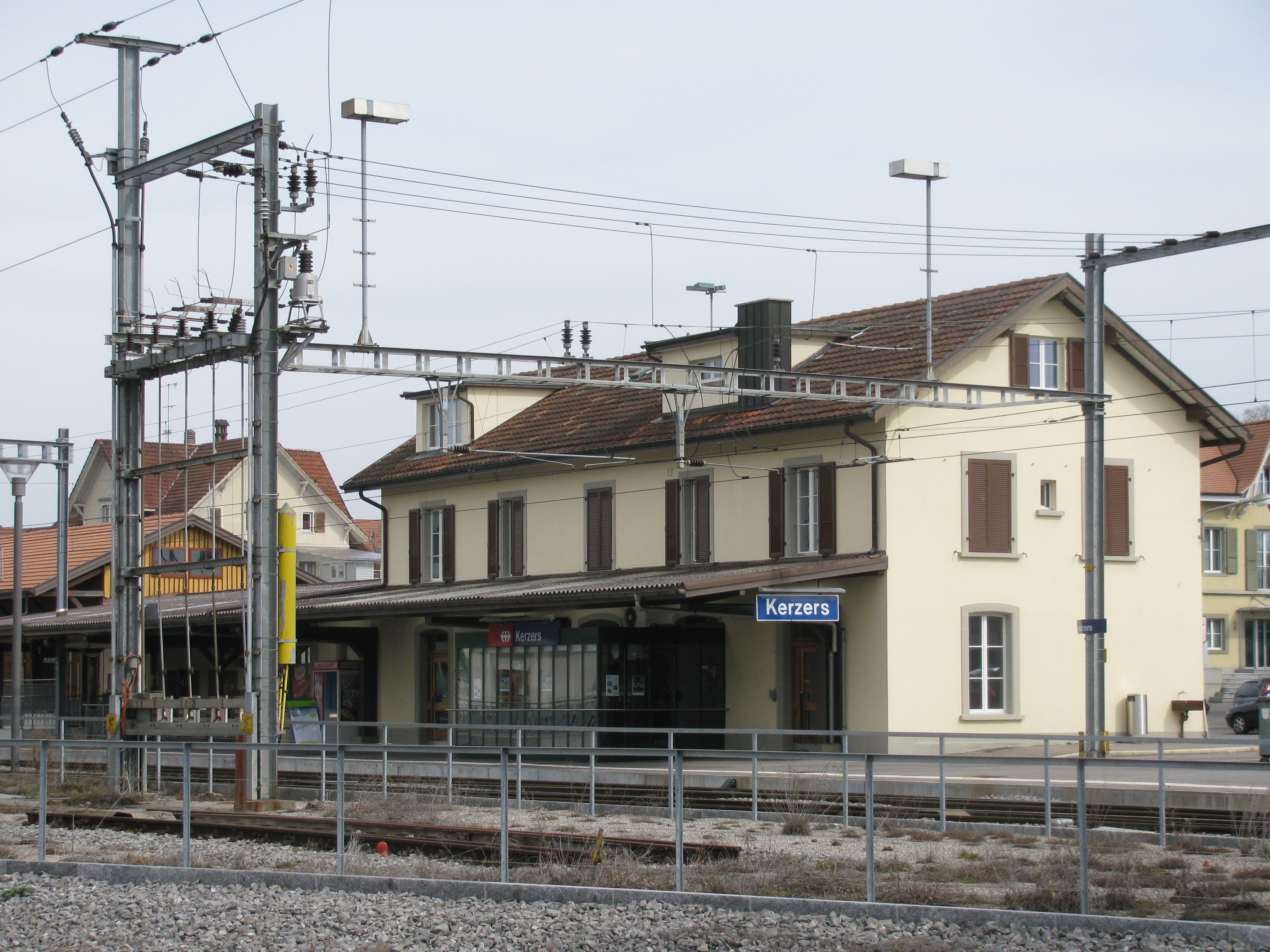
Het treinstation van Kerzers

Kerzers (Frans: Chiètres, Francoprovençaals: Chiétres) is een gemeente en plaats in het Zwitserse kanton Fribourg, en maakt deel uit van het district See/Lac.
Kerzers telt 5.020 inwoners.